# Pharomachrus
Pharomachrus là một chi chim trong họ Trogonidae.